# مكتب الشؤون التعليمية والثقافية
مكتب الشؤون التعليمية والثقافية، أو Educational and Culrural Affairs Bureau (ECA). هو مكتب تابع لوزارة الخارجية الأمريكية يرعى التفاهم المتبادل بين الولايات المتحدة الأمريكية والدول الأخرى من حول العالم. وهو الجهة المسؤولة عن برنامج التبادل الثقافي للولايات المتحدة.
```

```

مساعدة وزارة الخارجية لشؤون التعليم والثقافة الحالية هي ماري رويس

## خلفية تاريخية
أطلق نيلسون روكفيلر عام 1940 برنامج تبادل الأفراد مع أمريكا اللاتينية، وكان المنسق العام للشؤون التجارية والثقافية بين الجمهوريات الأمريكية اللاتينية. وتم ابتعاث 130 صحفيًا من أمريكا اللاتينية إلى الولايات المتحدة في هذا البرنامج.
تم إنشاء مكتب الإستطلاعات الحربية الأمريكية (المعروف بـ OWI) عام 1942 نظرًا لحاجة حكومة الولايات المتحدة إلى موقع مركزي لجمع المعلومات. تم حل هذا المركز في عهد ترومان، مع أن عناصر قليلة من البنية الأصلية للمكتب تم الإبقاء عليها تحت وزارة الخارجية الأمريكية تحت مسمى مكتب المعلومات الدولي والشؤون الثقافية OIC : Office of International Information and Culture Affairs. والدي تم إعادة تسميته إلى مكتب المعلومات الدولي والتبادل التعليمي.
وفي عام 1948، هدف قانون سميث-موندت Smith-Mundt Act إلى «دعم الوصول لصورة أفضل عن الولايات المتحدة في دول أخرى، وتعزيز التفاهم المتبادل.» خرجت الشؤون التعليمية والتبادل الثقافي من شمسية مكتب الشؤون العامة وانضمت إلى مكتب العلاقات التعليمية والثقافية CU عام 1959.
وفي عام 1961 وافق الكونجرس على قانون فل برايت-هايس لإنشاء برنامج لـ«تقوية الصلات التي تربطنا مع الشعوب الأخرى من خلال اظهار الإهتمامات الثقافية والتعليمية والتأكيد عليها، وعلى العمليات التنموية وإنجازات الولايات المتحدة والشعوب الأخرى.» وفي عام 1978، ضمّت وكالة التواصل الدولي الأمريكية USICA المكتب لها انطلاقًا من مفهوم أن الوكالة مسؤولة عن الدبلوماسية العامة للولايات المتحدة. قام رونالد ريغان بتغيير اسم الوكالة إلى وكالة المعلومات الأمريكية عام 1982، وفي عام 1999 تم دمج الوكالة في بنية وزارة الخارجية الأمريكية.

## البرامج
Alumni TIES (Thematic International Exchange Seminars) والذي يعنى بتقديم ندوات دولية تركز على مسائل اقليمية مختلفة.
Congress-Bundestag Youth Exchange
برنامج تبادل للشباب بين مجلس النواب الأمريكي والألماني
Cultural Heritage Center أو مركز التراث الثقافي
Edmund S. Muskie Graduate Fellowship Program (تم إلغاء البرنامج عام 2013)
EducationUSA
English Teaching Forum: A Journal for the Teacher of English Outside the United States
أو ملتقى تعليم الإنجليزية. وهي بمثابة مجلة مخصصة لمعلمي اللغة الإنجليزية خارج الولايات المتحدة.
Fulbright Scholarship منحة فل برايت
Future Leaders Exchange (FLEX) برنامج تبادل قادة المستقبل
Gilman Program
Hubert Humphrey Fellowship
زمالة هوبرت همفري
International Visitor Leadership Program
TechWomen
Youth Exchange and Study (YES)
The Stevens Initiative
Teachers of Critical Languages Program (TCLP)
CLS Program